# Laura Freixas Revuelta
Laura Freixas Revuelta (Barcelona, 1958) és una escriptora catalana, autora de novel·les, relats, assajos, autobiografia i diaris.
Va estudiar en el Liceu Francès de la seva ciutat natal. Va obtenir una llicenciatura en Dret el 1980, però sempre s'ha dedicat a l'escriptura. Va ser coneguda, per primera vegada, el 1988 per la seva col·lecció de contes El asesino en la muñeca. Posteriorment ha publicat un altre llibre de relats (Cuentos a los cuarenta, 2001), diverses novel·les (Último domingo en Londres, 1997, Entre amigas, 1998, Amor o lo que sea, 2005 i Los otros son más felices, 2011), una autobiografia (Adolescencia en Barcelona hacia 1970, 2007), i un volum del seu diari (Una vida subterránea. Diario 1991-1994, 2013).
Va dirigir un nombre monogràfic de Revista de Occidente consagrat al diari íntim a Espanya (juliol-agost de 1996). És columnista de La Vanguardia; ha estat crítica literària per El País. El 1996, va compilar i va escriure el pròleg per a una antologia de relats d'autores espanyoles contemporànies: Madres e hijas (amb nou edicions en el seu primer any de publicació); el 2009 va compilar i va prologar Cuentos de amigas.
Ha estat col·laboradora de revistes literàries com Mercurio, Letras libres, Revista de libros.
Ha investigat el paper de la dona en la literatura; fruit d'aquestes recerques va ser el seu influent assaig Literatura y Mujeres (2000).

## Literatura escrita per dones
Freixas ha desenvolupat una intensa tasca com a investigadora i promotora de la literatura escrita per dones.
El 1996, va compilar i va escriure el pròleg per a una antologia de relats d'autores espanyoles contemporànies: Madres e hijas (amb nou edicions en el seu primer any de publicació); i en 2000 va publicar l'assaig Literatura y mujeres. El 2009 va veure la llum Cuentos de amigas, així com l'obra La novela femenil y sus lectrices (Premi Leonor de Guzmán).
És cofundadora el 2009 de l'associació Clásicas y Modernas, dedicada al suport de les polítiques de gènere en la cultura que el 2016 va impulsar el Dia de les Escriptores. Va presidir l'organització des de la seva creació fins al gener de 2017, en què va ser substituïda per Anna Caballé. Freixas va ser nomenada llavors presidenta d'honor.
L'any 2012 va obtenir el Premi Bones Pràctiques de Comunicació no Sexista 2012 de l'Associació de Dones Periodistes de Catalunya per un periodisme rigorós i de qualitat, fent visibles les dones i les seves actuacions, pel fet d'haver treballat a favor del reconeixement de les dones i reivindicat el paper d’aquestes en el món de la cultura a través de les seves columnes d’opinió a la premsa escrita.

## Obra
- El asesino en la muñeca, contes, ed. Anagrama,1988
- Último domingo en Londres, novel·la, ed. Plaza y Janés,1997
- Entre amigas, novel·la, ed. Destino,1998
- Literatura y mujeres, assaig, ed. Destino, 2000
- Cuentos a los cuarenta, ed. Destino, 2001
- Amor o lo que sea, novela, ed. Destino, 2005
- Adolescencia en Barcelona hacia 1970, autobiografia, ed. Destino, 2007
- Ladrona de rosas, biografia de Clarice Lispector, ed. La Esfera de los Libros, 2010[9]
- Los otros son más felices, novel·la, ed. Destino, 2011
- Una vida subterránea. Diario 1991-1994. Ed. Errata Naturae, 2013
- Saber quién soy. Diario 1997-1999. Ed. Tres Hermanas, 2021

### Compiladora
- Contes, a Madres e hijas Barcelona: Anagrama. 1996, Ed. Anagrama. 236 pp. ISBN 84-339-1025-6; i a Cuentos de amigas, ed. Anagrama, 2009
- Retratos literarios: Escritores españoles del siglo XX evocados por sus contemporáneos. Freixas, Laura (ed.) Madrid: Espasa Calpé, 1997
- Assajos, a Libro de las madres, 451 Editores, Colección 451.zip. 254 pp. ISBN 978-84-96822-74-0[10] 2009